# 砺波バイパス
砺波バイパス（となみバイパス）は、富山県砺波市内を東西に横断する国道359号バイパスである。

## 概要

### 道路諸元
- 起点 : 富山県砺波市太郎丸（国道156号交点、太郎丸交差点）
- 終点 : 富山県砺波市鷹栖（岩武新交差点）
- 延長 : L=5.1 km（橋梁部219 m）[1]
- 標準道路幅員 : 20.0 m（橋梁部14.5 m）[1]
- 事業主体：富山県[1]
- 事業・工区名：一般国道359号道路改良事業砺波東バイパス[1]
- 規格 : 第4種1級[1]
- 設計速度 : V=60km/h[1]
- 建設期間：1986年度 - 1997年度[1]
- 総事業費：64億円[1]

### 沿革
- 1986年度 : 事業着手[1]。
- 1997年9月29日 : 城端線を跨ぐ苗加跨線橋完成[2]により、全線開通。14時より一般通行開始[1]。

## 主な接続道路
- 国道156号
- 北陸自動車道砺波インターチェンジ
- 富山県道20号砺波福光線
- 富山県道371号本町高木出線